# Jan Andrzej Morsztyn
Jan Andrzej Morsztyn là một nhà thơ Ba Lan. Ông sinh ngày 24 tháng 6 năm 1621 tại Raciborsk, vùng gần Krakow, mất ngày 8 tháng 1 năm 1693 tại Paris.

## Tiểu sử
Jan Andrzej Morsztyn sinh ra một gia đình quan chức trong Khối thịnh vượng chung Ba Lan-Litva giàu có theo chủ nghĩa Calvin. Ông học tại Đại học Leiden và cùng anh trai đi du lịch nhiều nơi ở Ý và Pháp. Sau khi trở về Ba Lan, anh trở thành thuộc hạ của triều đình Lubomirski, và thông qua đó ông có các mối quan hệ tại triều đình. Ông là phó của Thượng nghị viện các năm 1648, 1650, 1653, 1658 và 1659. Ông phục vụ trong nhiều ủy ban của Thượng nghị viện về các vấn đề ngoại giao, luật pháp và tài chính. Ông tham gia các phái đoàn ngoại giao đến Hungary (1653), Thụy Điển (1655) và Áo (1656).
Ông được bổ nhiệm làm Thư ký Hoàng gia vào năm 1656, thẩm phán Hoàng gia năm 1658, và Phó Thủ quỹ Hoàng gia năm 1668. Trong những năm đó, ông đã tham gia nhiều phái đoàn ngoại giao và đàm phán; ông là một phần của sứ mệnh đàm phán Hiệp ước Oliwa (1660). Ông đã chiến đấu trong Đại hồng thủy và trong Cuộc nổi dậy Chmielnicki.
Trong chính trị, ông đại diện cho phe thân Pháp, thúc đẩy ứng cử viên người Pháp trong cuộc bầu cử Hoàng gia năm 1668, và trở thành người ủng hộ mạnh mẽ các chính sách của Pháp trong Khối thịnh vượng chung. Ông nhận lương hưu và quyền công dân của Pháp. Khi vua John III Sobieski tách khỏi Pháp và liên minh với Áo, ông bị buộc tội phản quốc và di cư sang Pháp vào năm 1683, nơi ông nhận tước hiệu "Comte de Châteauvillain" và trải qua những năm cuối đời làm thư ký Hoàng gia. Thượng nghị viện năm 1686 tước bỏ tất cả các chức vụ và chức danh của ông và cấm ông xuất cảnh. Jan Morsztyn mất ngày 8 tháng 1 năm 1693 tại Paris.

## Công việc
Jan Andrzej Morsztyn là một trong những nhà thơ hàng đầu của Baroque Ba Lan. Ngôn ngữ của ông được đánh dấu bằng phong cách xa hoa của chủ nghĩa Marinism Ý thế kỷ 16. Ông đã viết hầu hết các tác phẩm của mình trước khi trở thành Phó thủ quỹ của Hoàng gia vào năm 1668. Morsztyn coi việc viết lách là một sở thích và để hầu hết các tác phẩm của ông lưu hành trong bản thảo, ông lo ngại rằng việc xuất bản rộng rãi hơn có thể gây tổn hại cho sự nghiệp của ông. Vì vậy, hầu hết các tác phẩm của ông lần đầu tiên chỉ xuất hiện trên bản in vào thế kỷ 19.
Là một bậc thầy về thể thơ, nhưng ông ít quan tâm đến khía cạnh "hạnh phúc thế gian" mà thay vào đó, với những tự mâu thuẫn cố hữu của nó, chẳng hạn như nghịch lý của tình yêu, đầy rẫy cả sự phù phiếm và nỗi sợ hãi siêu hình. Tuy nhiên, một số tác phẩm khác của ông có chủ đề chính trị, như "Pospolite ruszenie" hoặc "Pieśń w obozie pod Żwańcem". Các tác phẩm của ông cũng rất ít liên quan đến tôn giáo, ngoại trừ tác phẩm "Pokuta w kwartanie".